# Jean Roth
Jean Roth, né le 3 mars 1924 au Havre et mort en 2019 en Suisse, est un coureur cycliste suisse.

## Palmarès
Professionnel de 1950 à 1961, il s'est principalement illustré sur les courses de six jours avec 16 succès, dont neuf avec son compatriote Walter Bucher.
- 1950 : Münster (avec Gustav Kilian)
- 1952 : Kiel (avec Armin von Büren), Münster (avec Walter Bucher)
- 1953 : Berlin, Munich, Münster (avec Walter Bucher)
- 1954 : Francfort (avec Walter Bucher)
- 1955 : Zurich (avec Walter Bucher)
- 1956 : Anvers (avec Reginald Arnold et Stan Ockers), Berlin (avec Walter Bucher), Paris (avec Oscar Plattner et Walter Bucher), Aarhus (avec Walter Bucher)
- 1957 : Münster (avec Armin von Büren), Copenhague (avec Fritz Pfenninger)
- 1958 : Münster, Zurich (avec Fritz Pfenninger)